# 남산면 (춘천시)
남산면(南山面)은 대한민국 강원특별자치도 춘천시의 면이다. 넓이는 124.18km2이고, 인구는 2012년 1월 기준으로 3,858명이다. 남산면에 속한 강촌리가 강촌으로 널리 알려져있다.

## 지명 유래 및 행정구역 변화
본래 춘천의 남쪽 산 바깥 지역이라 하여 남산외면(南山外面)이라 하다가 1895년 남산외일작면(南山外一作面)과 남산외이작면으로 분리되었다.
1914년 행정구역 개편 때 남산외일작면의 군자곡(君子谷)·종자리(宗子里)의 2개 리를 동산외이작면으로 이관하고, 남산외이작면의 관천(冠川)·박암(博巖)의 2개 리 및 남내이작면의 의암·마곡·갈동의 3개 리를 남산외일작면에 편입하였다. 그리고 1917년 남산외일작면은 남산면, 남산외이작면은 남면으로 개칭되었다.
1934년 2개 면을 다시 병합, 남면으로 하면서 의암리를 신동면으로 이관하였다. 1989년 행정구역 조정 때 남면의 발산출장소 지역이 남면으로 승격하고, 종전의 남면을 남산면으로 개칭하였다. 행정구역은 20개 행정리, 10개 법정리에 67개 반으로 편제되어 있다.
- 2007년 3월 2일 : 통곡리(通谷里)를 산수리(山水里)로 변경[1]

## 자연 환경
면의 대부분이 산지 지형으로서 경지면적율이 약 12%이고, 그 중 밭이 60% 이상을 차지한다. 북한강이 면의 북쪽과 서쪽을 둘러싸고 흐른다. 주요 농산물은 옥수수·감자 등이 많이 생산되고, 강촌천 주변에서는 약간의 벼농사가 행해진다. 산간지대에서는 약초와 산나물이 생산되어 계절에 따라 대도시 지역으로 반출된다. 창촌리에는 1986년 농공단지가 지정·조성되어 있다.

## 교통 및 관광지
수도권 전철 경춘선이 개통되어 철도 교통이 편리하며, 역으로는 굴봉산역, 백양리역, 강촌역 등이 있다. 국도와 지방도는 없으나 시도가 개설되어 점차 개선되고 있다. 즉, 3번이 한덕∼정족, 4번이 강촌∼조양, 5번이 서현∼가정, 12번이 서천∼추곡 등이 있다.
관광지로는 강촌리에 구곡폭포, 방하리에 남이섬, 서천리에 제이드가든 수목원 등이 있으며, 강촌에서는 전국MTB챌린저대회가 열린다.
강촌은 대학생들의 엠티 장소로 선호되었고, 현재 캠핑촌이 들어서 있으며, 구곡폭포 외에도  삼악산, 검봉산, 등선폭포, 북한강, 문배마을 등 자연 관광자원이 있다.

## 행정 구역
| 이름   | 한자   | 행정 지도 |
| ------ | ------ | --------- |
| 창촌리 | 倉村里 |           |
| 강촌리 | 江村里 |           |
| 광판리 | 光坂里 |           |
| 산수리 | 山水里 |           |
| 방곡리 | 芳谷里 |           |
| 수동리 | 壽洞里 |           |
| 서천리 | 西川里 |           |
| 백양리 | 白楊里 |           |
| 방하리 | 芳荷里 |           |
| 행촌리 | 杏村里 |           |

## 주요 기관

### 관공서
- 남산면 행정복지센터
- 남산우체국
- 남산도서관
- 서천보건진료소
- 광판보건진료소
- 춘천경찰서 남산파출소
- 춘천소방서 강촌119안전센터
- 남산면보건지소

### 교육기관
- 송곡대학
- 창촌중학교
- 광판중학교
- 남산초등학교
- 남산(서천)초등학교
- 광판초등학교

## 명소 / 관광지
- 남이섬
- 구곡폭포
- 강촌 유원지
- 제이드가든 수목원

## 교통

### 도로
지방도
- 국가지원지방도 제70호선